# مدیریگیریا
مدیریگیریا (به لاتین: Medirigiriya) یک منطقهٔ مسکونی در سری‌لانکا است که در ناحیه پولونارووا واقع شده‌است. مدیریگیریا ۶۱ متر بالاتر از سطح دریا واقع شده‌است.